# ريد لاك (مينيسوتا)
ريد لاك (بالإنجليزية: Red Lake CDP, Minnesota)‏ هي منطقة سكنية تقع بولاية مينيسوتا في الولايات المتحدة. تبلغ مساحتها 13.1 كم2، وترتفع عن سطح البحر 369 م، بلغ عدد سكانها 1,731 نسمة في عام 2010 حسب إحصاء مكتب تعداد الولايات المتحدة وتصل الكثافة السكانية فيها 132.1 نسمة لكل كيلومتر مربع (342.1/ميل2).

## التركيبة السكانية
حدّد مكتب تعداد الولايات المتحدة بيانات التركيبة السكانية لريد لاك في تعداد الولايات المتحدة. في ما يلي، التركيبة السكانية حسب تعدادي 2000 و2010.

### تعداد عام 2000
بلغ عدد سكان ريد لاك 1,430 نسمة بحسب تعداد عام 2000، وبلغ عدد الأسر 400 أسرة وعدد العائلات 320 عائلة مقيمة في المنطقة السكنية. في حين سجلت الكثافة السكانية 109.2 نسمة لكل كيلومتر مربع (282.8/ميل2). وبلغ عدد الوحدات السكنية 421 وحدة بمتوسط كثافة قدره 32.1 لكل كيلومتر مربع (83.1/ميل2).
وتوزع التركيب العرقي للمنطقة السكنية بنسبة 1.82% من البيض و0.28% من الأمريكيين الأفارقة و97.69% من الأمريكيين الأصليين و0.07% من الأعراق الأخرى و0.14% من عرقين مختلطين أو أكثر و1.47% من الهسبانيون أو اللاتينيون من أي عرق.
بلغ عدد الأسر 400 أسرة كانت نسبة 64.5% منها لديها أطفال تحت سن الثامنة عشر تعيش معهم، وبلغت نسبة الأزواج القاطنين مع بعضهم البعض 24.5% من أصل المجموع الكلي للأسر، ونسبة 42% من الأسر كان لديها معيلات من الإناث دون وجود شريك،  بينما كانت نسبة 13.5% من الأسر لديها معيلون من الذكور دون وجود شريكة وكانت نسبة 20% من غير العائلات. تألفت نسبة 18.2% من أصل جميع الأسر من عدة أفراد يعيشون في نفس المنزل ونسبة 4.2% كانت تتألف من شخص يعيش بمفرده يبلغ من العمر 65 عاماً أو أكثر. وبلغ متوسط حجم الأسرة المعيشية 3.53، أما متوسط حجم العائلات فبلغ 3.88.
بلغ العمر الوسطي للسكان 21.1 عاماً. وكانت نسبة 43.8% من القاطنين تحت سن الثامنة عشر، وكانت نسبة 11.8% بين الثامنة عشر والرابعة والعشرين عاماً، ونسبة 23.8% كانت واقعةً في الفئة العمرية ما بين الخامسة والعشرين والرابعة والأربعين عاماً، ونسبة 15.4% كانت ما بين الخامسة والأربعين والرابعة والستين، ونسبة 4% كانت ضمن فئة الخامسة والستين عاماً فما فوق. يوجد لكل 100 أنثى 94.9 ذكر، ويوجد لكل 100 أنثى في الثامنة عشر من عمرها فما فوق 85.6 ذكر.
بلغ متوسط دخل الأسرة في المنطقة السكنية 23,224 دولارًا، أما متوسط دخل العائلة فبلغ 20,800 دولارًا. وكان متوسط دخل الذكور 22,257 دولارًا مقابل 22,431 دولارًا للإناث. وسجل دخل الفرد الخاص بالمنطقة السكنية 8,787 دولارًا. وكانت نسبة 36.8% من العائلات ونسبة 36.4% من السكان تحت خط الفقر، وكان من هؤلاء نسبة 43.2% تحت سن الثامنة عشر ونسبة 44.4% في الخامسة والستين من العمر وما فوق.

### تعداد عام 2010
بلغ عدد سكان ريد لاك 1,731 نسمة بحسب تعداد عام 2010، وبلغ عدد الأسر 485 أسرة وعدد العائلات 358 عائلة مقيمة في المنطقة السكنية. في حين سجلت الكثافة السكانية 132.1 نسمة لكل كيلومتر مربع (342.1/ميل2). وبلغ عدد الوحدات السكنية 506 وحدة بمتوسط كثافة قدره 38.6 لكل كيلومتر مربع (100.0/ميل2).
وتوزع التركيب العرقي للمنطقة السكنية بنسبة 0.98% من البيض و0.23% من الأمريكيين الأفارقة و97.69% من الأمريكيين الأصليين و0.17% من الأعراق الأخرى و0.92% من عرقين مختلطين أو أكثر و1.04% من الهسبانيون أو اللاتينيون من أي عرق.
بلغ عدد الأسر 485 أسرة كانت نسبة 60.8% منها لديها أطفال تحت سن الثامنة عشر تعيش معهم، وبلغت نسبة الأزواج القاطنين مع بعضهم البعض 14.6% من أصل المجموع الكلي للأسر، ونسبة 43.9% من الأسر كان لديها معيلات من الإناث دون وجود شريك،  بينما كانت نسبة 15.3% من الأسر لديها معيلون من الذكور دون وجود شريكة وكانت نسبة 26.2% من غير العائلات. تألفت نسبة 23.5% من أصل جميع الأسر من عدة أفراد يعيشون في نفس المنزل ونسبة 6.6% كانت تتألف من شخص يعيش بمفرده يبلغ من العمر 65 عاماً أو أكثر. وبلغ متوسط حجم الأسرة المعيشية 3.44، أما متوسط حجم العائلات فبلغ 3.91.
بلغ العمر الوسطي للسكان 22.6 عاماً. وكانت نسبة 40.2% من القاطنين تحت سن الثامنة عشر، وكانت نسبة 14% بين الثامنة عشر والرابعة والعشرين عاماً، ونسبة 22.6% كانت واقعةً في الفئة العمرية ما بين الخامسة والعشرين والرابعة والأربعين عاماً، ونسبة 17.3% كانت ما بين الخامسة والأربعين والرابعة والستين، ونسبة 5.9% كانت ضمن فئة الخامسة والستين عاماً فما فوق. وتوزع التركيب الجنسي للسكان بنسبة 46.9% ذكور و53.1% إناث.